# Escape Game (Gesellschaftsspiel)

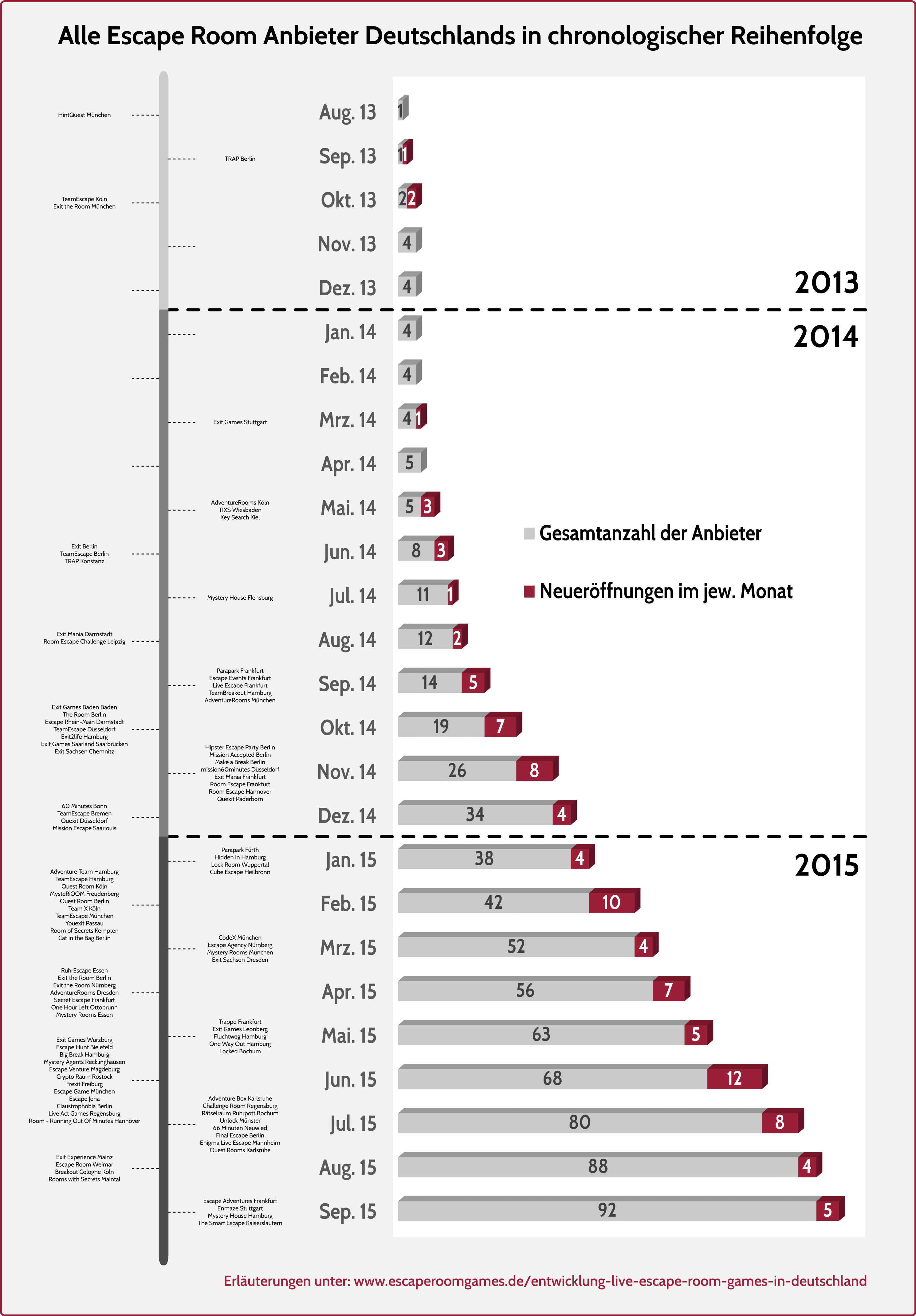
Alle Live-Escape-Room-Game-Anbieter in Deutschland, die bis Ende September 2015 eröffnet haben, sind chronologisch nach ihrem Eröffnungszeitpunkt auf einem Zeitstrahl geordnet.

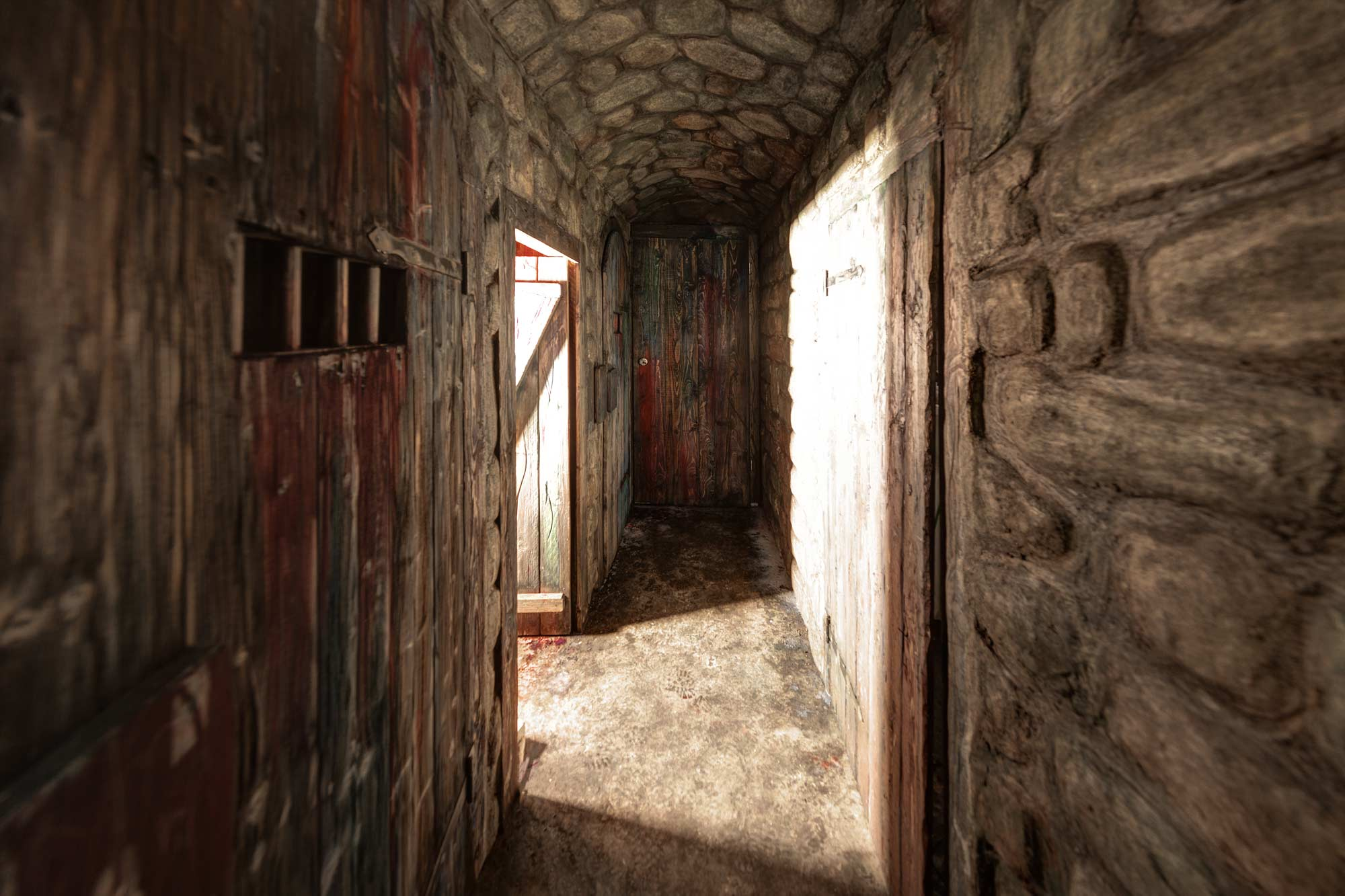
Live Escape Room in Berlin

Ein Escape Game (auch Escape Room oder Live Escape Game) ist eine Umsetzung des gleichnamigen Computerspielgenres als (meist kommerzielles) Gesellschaftsspiel.

## Spielprinzip
Kleine Personengruppen werden beim Live Escape Game gemeinsam in einem Raum oder eine kleine Anzahl Räume eingesperrt und müssen ihr Gefängnis innerhalb einer vorgegebenen Zeit (zumeist 60 Minuten) mit Hilfe der darin versteckten Hinweise und Gegenstände wieder verlassen. Es gibt auch Anbieter, bei denen die Gruppen nicht eingesperrt werden, sondern eine Hauptaufgabe mit Hilfe von vielen aufeinander aufbauenden Rätseln innerhalb der vorgegebenen Zeit lösen müssen. Dabei werden sie über Kameras von einer das Geschehen beaufsichtigenden Person beobachtet, die über ein Funkgerät oder mit Bildern auf einem Monitor im Raum eingreift, wenn etwas Falsches gemacht wird oder die Gruppe nicht vorwärts kommt. Die Spieler können meist auch selbst aktiv werden und Hinweise beim Spielleiter anfordern, sollten sie nicht weiterkommen. Die Räume werden als Unterhaltungsangebot sowie als Teambuilding-Veranstaltungen beworben.

## Geschichte
Die ersten Live Escape Games sind 2007 in Japan entstanden.

### Deutschland
In Deutschland begannen Live Escape Games als künstlerisches Experiment der Performance-Gruppe machina eX, die 2011 mit ihrem interaktiven Theaterstück 15.000 Gray auf dem 100 Grad Festival debütierte und anschließend auf diversen Theaterfestivals auftrat. Als erster kommerzieller Anbieter begann HintQuest in München im August 2013, Escape-the-Room-Spiele zu etablieren. Anfang Februar 2017 gab es 208 deutsche Anbieter in 90 Städten mit 426 einzelnen Spielräumen. Im Mai 2017 wurde in Berlin der erste auf Virtual-Reality-Techniken basierende deutsche Escape-Room eröffnet. Die Spieler agieren hier mit Head-Mounted Displays in leeren Räumen.

### Großbritannien
In Großbritannien begann um 2014 der kommerzielle Erfolg von Escape Rooms. Als erstes Unternehmen soll clueQuest 2013 einen Escape Room in Tottenham eröffnet haben. Die Branche wächst weiterhin und verzeichnete nach internen Angaben zweistelliges Wachstum, sodass 2021 von etwa 1500 Escape Rooms in ganz Großbritannien ausgegangen wurde. 2023 gründete sich die Branchengewerkschaft Escape Room Workers Union (ERWU) als Sektion der Industrial Workers of the World (IWW).

### Österreich
In Österreich gibt es zahlreiche Live Escape Games. Der mit 170 Quadratmetern nach eigenen Angaben größte einzelne Escape Room des Landes ist seit März 2019 Going Underground von Crime Runners in Wien. Der größte Standort eines Escape-Game-Anbieters befindet sich mit sieben Spielen und über 600 m² in Innsbruck und wird von EscapeGame betrieben.

### Polen
Polens rund 1100 Escape Rooms gerieten Anfang Januar 2019 in den Fokus der internationalen Öffentlichkeit, nachdem in einer Escape-Room-Veranstaltungsstätte in der polnischen Stadt Koszalin fünf 15-jährige Mädchen bei einem Brand ums Leben kamen. Anschließend durchgeführte breit angelegte Kontrollen brachten zutage, dass beim größten Teil aller Escape Rooms die Brandschutz-Vorschriften nicht erfüllt waren. Außerdem wurde bekannt, dass Polens Escape-Räume keinen besonderen Auflagen unterliegen.

### Schweiz
Beeinflusst von Adventuregames und Schulexperimenten eröffneten im März 2012 in Bern die AdventureRooms, die ersten Schweizer Spielräume. Ursprünglich hatte ihr Betreiber, der Physiklehrer Gabriel Palacios, diese Spiele für seine Schüler konzipiert. Dabei ging es meistens darum, mithilfe von wissenschaftlichen Phänomenen unsichtbare Codes sichtbar zu machen. Positive Kundenbewertungen und Mundpropaganda ließen die Besucherzahlen stark anwachsen. Auch Palacios lizenzierte seine Idee an Betreiber im Ausland. Anfang 2018 gab es Standorte in zwanzig Ländern.
Inzwischen gibt es Escape Rooms in vielen Städten der Schweiz.

### Tschechien
Nach dem tödlichen Unglück in Polen erklärte die Feuerwehr, in Prag bis März 2019 stichprobenartig Escape Rooms auf Einhaltung der Vorschriften zu Brandschutz und Fluchtwegen überprüfen zu wollen. Die Kontrollen ergaben, dass zwei Drittel der Betriebe Brandschutzbestimmungen nicht einhielten und dass die Hälfte keine gültige Nutzungsbewilligung vorweisen konnte.

### Ungarn
In Budapest bot das Unternehmen Parapark seit 2011 ein reales Escape-the-Room-Spiel in einem der vielen Ruinenkeller an. Die Idee wurde mehrfach kopiert, so dass im September 2015 bereits über 34 Anbieter in der ungarischen Hauptstadt existierten. Parapark expandierte unter anderem nach Österreich, Spanien und Deutschland, auch andere ungarische Firmen bildeten internationale Ableger oder lizenzierten ihr Konzept an ausländische Unternehmen. Parapark basierte auf der Flow-Theorie des ungarischen Professors Mihály Csíkszentmihályi. Im Gegensatz zu den japanischen Vorläufern mussten hier hauptsächlich versteckte Schlüssel gefunden oder scheinbar unerreichbare Schlüssel mithilfe von Gegenständen im Raum erreicht werden.